# Frank Michler Chapman
Pour les articles homonymes, voir Michler et Chapman.
Frank Michler Chapman est un naturaliste et ornithologue américain, né le 12 juin 1864 à West Englewood dans le New Jersey et mort le 15 novembre 1945 à New York.

## Biographie
Fils de Lebbeus et Mary A. née Parkhurts. Autodidacte ornithologiste, il fait ses études à l’Englewood Academy. il est conservateur assistant au département de l’ornithologie et de la mammalogie de l’American Museum of Natural History de 1888 à 1908 sous Joel Asaph Allen (1838-1921), puis conservateur de l’ornithologie de 1908 à 1942 où il développe des expositions sur les oiseaux.
Il se marie en 1898 avec Fannie Bates Embury dont il aura un fils. À partir de 1887, il commence à voyager régulièrement en Amérique tropicale et tempérée.
Membre de nombreuses sociétés savantes, il reçoit divers honneurs comme un doctorat honoraire en 1913, la Médaille Daniel Giraud Elliot en 1917 (il en est le premier attributaire) et la médaille Brewster en 1933. C’est lui qui est à l'origine du Christmas Bird Count, un comptage d’oiseaux effectué durant l’hiver.

## Liste partielle des publications
- Visitors' guide to the local collection of birds in the American Museum of Natural History, New York City : with an annotated list of the birds known to occur within fifty miles of New York City (1894) ;
- Handbook of Birds of Eastern North America, with keys to the species, and descriptions of their plumages, nests, and eggs, their distribution and migrations[1] (1895) ;
- Bird-Life, a Guide to the Study of Our Common Birds[2] (1897) ;
- Bird studies with a camera : with introductory chapters on the outfit and methods of the bird photographer[3] (1900) ;
- Handbook of birds of eastern North America, with keys to the species and descriptions of their plumages, nests, and eggs[4] (1902) ;
- A Color Key to North American Birds (1903) ;
- The Economic Value of Birds to the State (1903) ;
- The Warblers of North America[5] (1907) ;
- Camps and Cruises of an Ornithologist[6] (1908) ;
- Handbook of birds of eastern North America; with introductory chapters on the study of birds in nature[7] (1912) ;
- Color key to North American Birds, with bibliographical appendix[8] (1912) ;
- The Travels of Birds our birds and their journeys to strange lands[9] (1916) ;
- The Distribution of Bird-Life in Colombia (1917), Our Winter Birds (1918) ;
- Bird-life; a guide to the study of our common birds[10] (1919) ;
- What Bird is That ? (1920) ;
- Birds of Urubamba Valley, Peru (1921) ;
- The Distribution of Bird-Life in Ecuador (1926) ;
- My Tropical Air Castle (1926) ;
- Autobiography off a Bird-Lover (1933) ;
- Life in an Air Castle (1938).

Outre son fonction d’éditeur assistant à la revue The Auk (à partir de 1894), il est le fondateur et l’éditeur du magazine Bird-Lore en 1899, le journal de la Société nationale Audubon, consacrée à la protection des oiseaux. Il joue un grand rôle dans la promotion de l’observation des oiseaux dans la nature.

## Espèces éponymes
Plusieurs espèces d’oiseaux lui ont été dédiées :
- Le tyranneau de Chapman (Phylloscartes chapmani) par Ernest Thomas Gilliard (1912-1965) en 1940.
- Le martinet de Chapman (Chaetura chapmani) par Carl Edward Hellmayr (1878-1944) en 1907.

Des espèces que Chapman a décrites portent son nom :
- L’hirondelle de Chapman (Notiochelidon flavipes).
- Le batara de Chapman (Thamnophilus zarumae).
- La colombe de Chapman (Leptotila ochraceiventris)
- Le taurillon de Chapman (Uromyias agraphia)